# Sally Little
Sally Little, född 12 oktober 1951 i Kapstaden i Sydafrika, är en amerikansk professionell golfspelare. Hon fick sitt amerikanska medborgarskap i augusti 1982.
Little hade en framgångsrik amatörkarriär i Sydafrika och 1971 vann hon World Amateur Team Championship och de sydafrikanska match- och slagspelsmästerskapen för amatörer. Samma år blev hon professionell och medlem på den amerikanska LPGA-touren där hon vann 15 tävlingar inklusive segrar i majortävlingarna LPGA Championship och du Maurier Classic. 1971 utsågs hon till årets nykomling på touren.
Hennes bästa period var mellan 1976 och 1982 då hon i de 179 LPGA-tävlingar som hon ställde upp i klarade kvalificeringsgränsen i 170 och i 102 av tävlingarna placerade hon sig bland de tio bästa. 1982 var hennes penningmässigt bästa år då hon vann fyra tävlingar, hade två andraplatser och tre tredjeplaceringar.
Little spelar 2005 på Womens Senior Golf Tour där hon inte har vunnit någon tävling men har placerat sig bland de tio bästa sex gånger.

## Meriter

### Majorsegrar
- 1980 LPGA Championship
- 1988 du Maurier Classic

### LPGA-segrar
- 1976 Ladies Masters
- 1978 Kathryn Crosby/Honda Civic Classic
- 1979 Bent Tree Classic, Barth Classic, Columbia Savings Classic
- 1980 WUI Classic
- 1981 Elizabeth Arden Classic, Olympia Gold Classic, CPC Women's International
- 1982 Olympia Gold Classic, Nabisco Dinah Shore Invitational (året innan den blev en majortävling), United Virginia Bank Classic, Mayflower Classic

### Utmärkelser
- 1971 Rookie of the Year
- 1988 Golf Digest's Comeback Player of the Year
- 1989 Ben Hogan Award